# Duttaphrynus mizoramensis
Espèce
Synonymes
- Bufo mizoramensis Mathew & Sen, 2009

Duttaphrynus mizoramensis  est une espèce d'amphibiens de la famille des Bufonidae.

## Répartition
Cette espèce est endémique du Mizoram en Inde. Elle se rencontre dans le district de Kolasib vers 890 m d'altitude.

## Étymologie
Son nom d'espèce, composé de mizoram et du suffixe latin -ensis, « qui vit dans, qui habite », lui a été donné en référence au lieu de sa découverte.

## Publication originale
- Mathew & Sen, 2009 : Studies on little known amphibians of Northeast India. Records of the Zoological Survey of India Occasional Papers, vol. 293, p. 1-64.